# A mentalista (2. évad)
A mentalista második évadát 2009. szeptember 24-étől 2010. májusáig sugározták az USA-ban. Magyarországi premierje 2010. február 2-án volt. 23 darab átlagban 40 perc hosszúságú epizódot tartalmaz.

## Szereposztás

### Főszereplők
- Simon Baker mint Patrick Jane (23 epizód)
- Robin Tunney mint Teresa Lisbon (23 epizód)
- Tim Kang mint Kimball Cho (23 epizód)
- Owain Yeoman mint Wayne Rigsby (23 epizód)
- Amanda Righetti mint Grace Van Pelt (23 epizód)

### Mellékszereplők
- Gregory Itzin mint Virgil Minelli (epizódok: 1.–8.)
- Terry Kinney mint Sam Bosco (epizódok: 1.–8.)
- Aunjanue Ellis mint Madeleine Hightower (epizódok: 17.–23.)
- Leslie Hope mint Kristina Frye (epizódok: 22.–23.)
- JoNell Kennedy mint Marcia Wallace (epizódok: 8.–10.)

## Epizódok
| Sorszám a sorozatban | Sorszám az évadban | Cím                 | Eredeti cím | Rendezte   | Írta         | Eredeti megjelenés | Kód    | IMDB pont |
| --- | ------------------ | ------------------- | ----------- | ---------- | ------------ | ------------------ | ------ | --------- |
| 24 | 1                  | Megváltás, vörösben | Redemption  | Chris Long | Bruno Heller | 2009.9.24.         | 3X5351 | 8,1       |
| Összefoglaló = Minelli úgy dönt, hogy átadja a "Red John" ügyet Sam Bosco ügynöknek és csapatának, mivel úgy látja, hogy Lisbon és Patrick túl személyesen veszi. Patrick úgy dönt, hogy megold egy utolsó gyilkosságot, majd otthagyja a CBI-t. Egy nő ügyében nyomoznak, akit megfojtva találtak egy olcsó motelban, miután azzal körözték, hogy egymillió dollárt lopott volt munkahelyéről. |                    |                     |             |            |              |                    |        |           |
| |                    |                     |             |            |              |                    |        |           |